# María de los Ángeles Grant Munive
María de los Ángeles Grant Munive (Tlaxco, Tlaxcala, 10 de marzo de 1929) es una política mexicana, miembro del Partido Revolucionario Institucional (PRI). Ha sido diputada local y federal.

## Biografía
Realizó sus estudios de primaria en el Colegio Esparza de la ciudad de Puebla de Zaragoza, la secundaria en la Escuela Cooperativa Vespertina Carlos González de Tlaxco, y luego de Arte y Música en el mismo Colegio Esparza. Ejerció como maestra de educación artística y música en secundarias. Su padre, Carmine James Grant Agucelli era un ciudadano estadounidense avecindado en la población de Tlaxco, Tlaxcala. 
Fue directora de la sección femenil del comité estatal del PRI en Tlaxcala y secretaria de Promoción Municipal de la Confederación Nacional de Organizaciones Populares (CNOP) en Tlaxcala. Fue presidenta municipal de Tlaxco, En 1965 fue elegida diputada a la XLV Legislatura del Congreso del Estado de Tlaxcala que concluyó en 1968 y en 1970 fue elegida diputada diputada federal por el Distrito 2 de Tlaxcala a la XLVIII Legislatura que terminó sus funciones en 1973.
Fue la primera mujer elegida diputada local y federal en el estado de Tlaxcala, hecho por el cual fue recibió un homenaje por parte del Congreso de Tlaxcala en 2022.